# Piège à encre

Les pièges à encre de la police de caractères Bell Centennial de Matthew Carter. Les pièges à encre seraient beaucoup moins visible sur une page imprimée.

Un piège à encre est une caractéristique de certaines polices de caractères conçues pour l'impression dans les petites tailles. À l'endroit du piège à encre, les coins ou les détails sont retirés du caractère. Lorsque le caractère est imprimé, l'encre se propage naturellement dans la partie évidée. Sans piège à encre, l'excès d'encre déborderait et priverait le caractère de netteté.
Les pièges à encre ne sont nécessaires que pour les petits caractères et ne sont généralement présents que sur des polices de caractères conçue pour l'impression sur papier journal. Les polices de ce type sont utilisables pour les petites annonces ou les annuaires téléphoniques. Les polices de caractères avec pièges à encre peuvent être proposés dans des versions sans, pour l'affichage sur l'écran ou en grandes tailles.